# Helen Gahagan Douglas
Helen Gahagan Douglas (25 de noviembre de 1900–28 de junio de 1980) fue una actriz y política estadounidense. Su carrera incluyó éxitos en Broadway, como cantante de ópera invitada, y el papel estelar en la película de 1935 She, la diosa del fuego, en la cual su papel de villana inspiró a Disney para su versión de la Reina Malvada en Blancanieves y los siete enanitos (1937).
Se casó con el actor Melvyn Douglas, con quien permaneció por el resto de su vida.
En política, fue la tercera y la primera mujer perteneciente al Partido Demócrata en ser electa al Congreso representando a California; su elección convirtió a California en uno de los dos Estados (junto con Illinois) en elegir integrantes femeninas de ambos partidos para la cámara baja. Su derrota para obtener una banca al Senado de los Estados Unidos en 1950 por el republicano Richard Nixon, contra quien hizo campaña en contra en las futuras elecciones presidenciales, se convirtió en un símbolo de hostilidad política, con Nixon refiriéndose a ella como la mujer "rosa" hasta la ropa interior.